# Jaeyeon
Jaeyon (ko. : 재연) est un moine bouddhiste coréen qui a écrit le roman Voler !.
Il devient moine à l'âge de 19 ans.